# Fenix

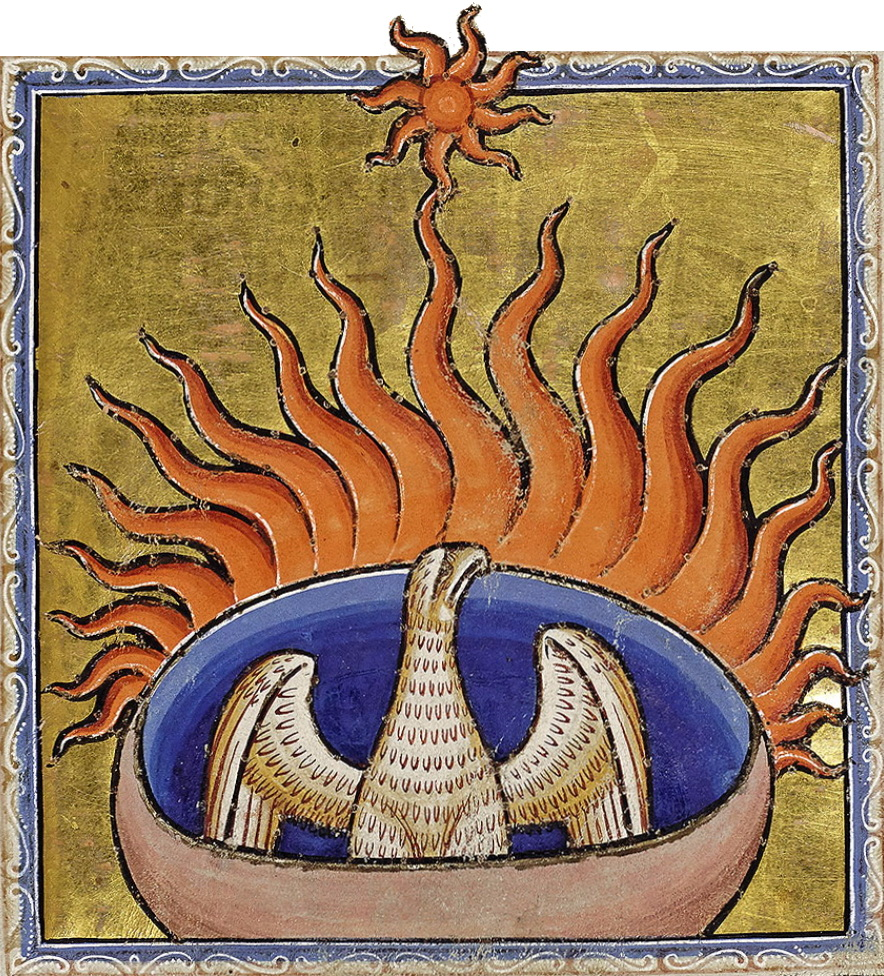
Detalj ur Aberdeen Bestiary (c:a 1200).

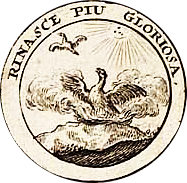
"Rinasce piu gloriosa" (italienska, "Den reser sig åter, än mer fantastisk"). Ur Devises et emblemes, anciennes et modernes (1697).

Fenix (av grekiskans φοῖνιξ (foinix), "purpurfärgad"), även Fågel Fenix, är en mytisk fågel med en rad legender från olika kulturer förknippade med sig, och var en helig fågel i det forntida Egypten. Den sägs återfödas ur askan av elden den brann upp i.

## Historia
Fenix blev avbildad som en örn med röda och gyllene fjädrar. Dess hemvist var, enligt Herodotos, i Arabien, varifrån den vart 500:e år begav sig till Heliopolis i Egypten för att i solgudens tempel begrava sin faders döda kropp, som den medförde i ett ägg av myrra. Enligt andra sagor tillreder den sig, när den kommer upp i hög ålder, ett näste ur vilket en ny fågel Fenix träder fram så snart den gamla dött. Andra sagor berättar att Fenix bränner sig själv på ett bål för att ur dess aska uppstå i föryngrad gestalt. Den gällde därför såsom en sinnebild av odödligheten. 
I sin bok Om fåglarna, som skrevs under det första århundradet efter Kristus, skriver Plinius den äldre att Fenix (phoenix) är stor som en örn och har en gyllene ring om halsen, att dess kropp är purpurfärgad medan stjärten är blå med rosa prickar och att den har tofsar på halsen och en fjäderplym på huvudet. Plinius skriver vidare att när Fenix är nära att dö bygger den ett bo runt sig där den dör och att av dess märg och ben avlas en larv, vilken därefter förvandlas till en ny fågel Fenix. Plinius tillägger sedan att Fenix måhända tillhör fablerna.
Fenix kan ursprungligen vara en mytisk-allegorisk beteckning för en astronomisk tidsperiod. 
I Egypten kallades en liknande mytisk fågel för Benu och legender som liknar den om Fenix återfinns även i Kina. Under kristnandet av Rom blev Fenix en symbol för den eviga kristenheten och under medeltiden och renässansen ingick den i många europeiska berättelser om österlandet och avbildades flitigt.
Den kinesiska mytologiska fågeln fenghuang översätts rutinmässigt till fenix även om de två fåglarna inte torde vara närmare släkt.
I Europa avbildades den under renässansen ofta som en hängiven partner till turturduvan. Poeten Robert Chesters dikt "Love's Martyr" är en utveckling av denna symbolik och publicerades i en diktsamling på temat, tillsammans med bland annat William Shakespeares dikt "The Phoenix and the Turtle" där "Turtle" refererar till turturduva.

## Övrigt
I Harry Potter-serien är Dumbledores fågel, Fawkes, en fenix. Här beskrivs fågeln fenix mer vara ett släkte än en enda fågel.
I skolsången Vi gå över daggstänkta berg förekommer uttrycket "Fågel Fenix land".
Österrikes Eurovision bidrag från 2014 som framförs av Conchita Wurst nämns det engelska ordet för Fenix (Phoenix) låttiteln är dessutom Rise Like a Phoenix vilket på svenska är ”res dig som en fenix”.